# Jean-Luc Brault
Pour les articles homonymes, voir Brault.
Jean-Luc Brault, né le 28 octobre 1950 à Saint-Aignan-sur-Cher, est un homme politique français. Il est élu sénateur le 24 septembre 2023.

## Biographie
Jean-Luc Brault est maire de la commune Contres de 1995 à 2019. Celle-ci fusionne en 2019 avec quatre autres communes pour former Controis-en-Sologne, dont Jean-Luc Brault est le maire jusqu'en 2022. Il est également président de la communauté de communes Val de Cher-Controis entre 2013 et 2023.
Il est élu sénateur en septembre 2023 et siège au sein du groupe Les Indépendants-République et territoires (proche d'Horizons, le parti politique d’Édouard Philippe). Son compte de campagne est invalidé par la Commission nationale des comptes de campagne et des financements politiques en raison de manquements à la procédure. Le Conseil constitutionnel décide de le maintenir dans son mandat.
Il est propriétaire d'une société de conseils.

## Conflits d’intérêts
Jean-Luc Brault a attribué plusieurs marchés publics aux entreprises de deux de ses enfants lorsqu'il était le maire du Controis-en-Sologne. La société de génie civil Aqualia, dirigée par son fils Marc Brault, s'est vu attribuer, entre 2019 et 2022, pour 726 000 euros de marchés et bons de commande de la part de cette municipalité. Sur la même période, la société de travaux thermiques Cisénergie, fondée par son autre fils, Grégory Brault, a bénéficié de 475 000 euros de contrats. Ces deux entreprises ont également obtenu plusieurs plusieurs marchés publics avec la communauté de communes Val de Cher-Controis lorsque Jean-Luc Brault en était le président.
Un rapport de la chambre régionale des comptes Centre-Val de Loire évoque aussi l'affaire du Doulain, du nom d'un lieu-dit du Controis-en-Sologne. En mai 2018, Jean-Luc Brault fait l'acquisition d'un terrain de la commune classé en zone naturelle pour 30 000 euros. Au même moment, son épouse dépose un projet de création d'un « jardin pédagogique et touristique » de 4 hectares sur ce site, officiellement destiné « à l'accueil de groupes d'enfants pour la découverte de la faune et de la flore locale ». Ce projet implique plusieurs constructions incompatibles avec le classement en zone protégée, comme des maisonnettes d'hébergement et un hangar agricole, mais est néanmoins approuvé par la communauté de communes du Val de Cher-Controis, présidée par Jean-Luc Brault, qui vote sa mise en conformité du plan local d'urbanisme. Le jardin pédagogique n'a jamais ouvert tandis que Jean-Luc Brault et son épouse ont fait construire leur domicile privé sur le site. 
Une enquête préliminaire a été ouverte par le parquet de Blois pour « prise illégale d'intérêts » et « atteinte à la liberté d'accès aux marchés publics ».